# Einer vom Rummel
Einer vom Rummel ist ein deutscher Spielfilm aus dem DEFA-Studio für Spielfilme von Lothar Großmann aus dem Jahr 1983 nach der gleichnamigen Erzählung von Harry Falkenhayn aus dem Jahr 1977.

## Handlung
Der 19-jährige Benjamin Mykita, auch Ben oder Benny genannt, arbeitet auf einem Rummel. Da er von seinem Vater, der ständig unter Alkoholeinfluss stand, immer geschlagen wurde, hat ihn sein Onkel Max zu sich genommen und beschäftigt ihn jetzt auf seiner Walzerbahn als Kassierer. Für die Reparaturen des Fahrgeschäfts ist er auch zuständig, nur ein festes Gehalt und einen eigenen Wohnwagen bekommt er nicht. Eines Tages lockt ihn die 16-jährige Ilona, die in der Losbude nebenan arbeitet und Ben verführen will, in den Wohnwagen seines Freundes Kalle, um mit ihm ins Bett zu gehen. Bevor es so weit kommt, erscheint Onkel Max, der ihm den Sex mit dem noch nicht 18-jährigen Mädchen verboten hatte, und jagt ihn mit Prügeln aus dem Wagen. Das ist für Ben der Anlass, den Rummel zu verlassen. Alle Versuche seines Freundes Kalle, ihn zur Rückkehr zu bewegen, scheitern, aber von ihm erhält er trotzdem zum Abschied dessen Lederjacke.
In der MITROPA-Gaststätte im Berliner Ostbahnhof trinkt er mehrere Biere, muss eine Kontrolle durch die Transportpolizei über sich ergehen lassen und wird von der Abwaschkraft Hanna nach ihrem Feierabend aufgefordert, ihr zu folgen. Sie geht aber nur mit ihm zu einer ärztlichen Untersuchung, da sie die Verletzungen durch die erhaltene Prügel mitbekommen hatte. Da er ihr anschließend folgt, nimmt sie ihn mit nach Hause und teilt das Bett mit ihm, ohne dass es zu Intimitäten kommt. Obwohl die wesentlich ältere Hanna damit rechnet, dass Ben am nächsten Tag verschwinden wird, während sie zur Arbeit geht, befindet er sich am Abend immer noch in ihrer Wohnung. Ihr Einverständnis zu einem längeren Aufenthalt macht Hanna aber davon abhängig, dass er sich eine Arbeit sucht. Er versucht es am nächsten Tag sofort in der MITROPA-Gaststätte, was ihm jedoch von Hanna ausgeredet wird. Darauf geht er zu einem metallverarbeitenden Betrieb und wird dort als Transportarbeiter eingestellt. Danach geht er in die nächstliegende Kneipe, legt sich sofort mit einigen Kollegen aus dem Betrieb an und stellt am nächsten Morgen fest, dass er deren Brigade zugeteilt wurde. Die Kollegen erkennen ihn wieder und wollen ihn nicht behalten, doch der Meister entscheidet anders. Während er mit einem Hubwagen Material durch die Halle fährt, kommt ihm ein Kran mit angehängter Last in den Weg und er tut so, als ob er von der Last getroffen wird. Die Kranführerin Monika bekommt einen großen Schreck und Ben wird zum Arzt gebracht, der ihm nach der Untersuchung auf den Kopf zusagt, dass er ein Simulant ist. Der Meister gibt ihm aber doch den Rest des Tages frei und er besucht Hanna in der Gaststätte. Hier gibt er ihr unwidersprochen einen ersten Kuss, so kommen sich beide immer näher und verbringen viel Zeit miteinander. 
Das Verhältnis zu seinen Kollegen im Betrieb verbessert sich täglich und Monika nimmt ihn auf ihrem Moped auf eine Fahrt ins Grüne mit. Nur eine Wandzeitung, die er gestaltet, gefällt der übergeordneten Leitung nicht. Dann trifft er seinen Freund Kalle, der ihn bittet, die Figur King Kong aus der Gespensterbahn zu reparieren. Als er mit der Figur im Betrieb auftaucht, will ihn der Meister nicht mit dem Schweißgerät arbeiten lassen, da man dafür einen Lehrgang besuchen muss. Doch Ben kann ihm seinen Schweißerpass zeigen, den er bei der Berufsausbildung erworben hat, muss aber vor allen Kollegen vorführen, dass er die Prüfung wirklich abgelegt hat. Die von ihm gezogene Schweißnaht findet bei seinen Kollegen große Anerkennung, weshalb sie unbedingt noch mit ihm ein Bier trinken wollen. Dafür ließ er sogar Hanna stehen, die ihn von der Arbeit abholen will, um mit ihm ernsthafte Gespräche über die Zukunft zu führen. Am Abend wartet Ben mit einem Blumenstrauß in ihrer Wohnung und bittet sie, seine Frau zu werden. Doch sie weist ihn auf ihr Alter hin und darauf, dass sie alles von ihm Angebotene bereits schon einmal hatte. Sie hatte ein Auto, einen Mann, eine Karriere und war Lehrerin. Als er ihr daraufhin sagt, sie möge doch mit ihm etwas üben und ihr dabei unter den Rock greift, wirft sie ihn aus der Wohnung. 
Auf dem Weg durch die Straßen kommt Ben an einem Konzert der Gruppe Pankow vorbei, trifft dort auf Monika aus dem Betrieb und tanzt mit ihr. Die ist mit ihrem Kollegen Blümchen da, was sie allerdings sofort vergisst. Als Ben dann ohne sie geht, läuft sie hinterher, obwohl Blümchen ihr sagt, dass er nichts von ihr will. An einem Ufer unterhalten sich beide eine Zeit lang, bis sie getrennt ihrer Wege gehen. Doch dann trifft Ben auf Hanna und beide küssen sich. Am nächsten Tag erfährt die Brigade, dass er ohne Unterkunft ist, und der Meister gibt ihm den Schlüssel der Wohnung seines Sohnes, der gerade seinen Dienst bei der NVA leistet. Doch die Planung für seine Zukunft hat Konturen angenommen. Das Angebot des Meisters, den Arbeitsvertrag zu ändern, lehnt er ab und bei einem Zirkusbesuch, den er für die Brigade organisiert hat, gibt er Monika den Wohnungsschlüssel der Wohnung des Meistersohnes, da sie bei ihren Eltern ausziehen will. Dann geht er mitten in der Nacht zurück auf den Rummel, setzt die Walzerbahn in Betrieb und steigt in eine Gondel. Er ist wieder zu Hause.

## Produktion und Veröffentlichung
Einer vom Rummel wurde von der Künstlerischen Arbeitsgruppe „Berlin“ auf ORWO-Color gedreht und hatte seine Premiere als Eröffnungsfilm der 11. Tage des sozialistischen Films im Schweriner Filmtheater Capitol am 20. September 1983. Im Fernsehen der DDR wurde der Film das erste Mal am 18. Februar 1990 im 2. Programm gezeigt.
Für das Szenarium war Lothar Großmann verantwortlich und die Dramaturgie lag in den Händen von Tamara Trampe. Werther Lohse ist mit seinem Gesang zu hören und die Gruppe Pankow ist während eines Konzertes im Film zu hören und zu sehen.

## Kritik
Die Kritik von Helmut Ullrich in der Neuen Zeit legt sich fest:

„Ein Film für junge Leute ist entstanden, einer, mit dem der Tatsache Rechnung getragen wird, daß mehr als Dreiviertel aller Kinobesucher Jugendliche sind. […] Ein Talentbeweis, dieser Film, wenn auch Großmann manchmal nicht der Neigung entgangen ist, Bennys Weg ins Leben mit symbolischen Bedeutsamkeiten zu überfrachten und dabei etwas hausgemachte Lebensphilosophie zu verkaufen. Und etwas lockerer und weniger schwerfällig könnten manche komischen und grotesken Effekte schon daher kommen.“

Im Neuen Deutschland meinte Horst Knietzsch:

„Die Geschichte wird mit einiger Sicherheit erzählt, und nicht wenige Sequenzen verraten Stilgefühl.“

Das Lexikon des internationalen Films schreibt, dass der Film ein nicht in die Tiefe gehender und inszenatorisch nicht bewältigter Gegenwartsfilm ist. Seine romantische Extrovertiertheit macht häufig einen peinlich bemühten Eindruck.